# إليك بورغس
إليك بورغس (2 يناير 1906 في المملكة المتحدة - 20 نوفمبر 1990 في المملكة المتحدة) (بالإنجليزية: Alec Burgess)‏ هو لاعب كريكت بريطاني (وحمل سابقاً جنسية المملكة المتحدة لبريطانيا العظمى وأيرلندا). لعب مع نادي مقاطعة نورثامبتونشير للكريكت ‏ وSuffolk County Cricket Club ‏.

## وصلات خارجية
- إليك بورغس على موقع إي آس بي آن كريك إنفو (الإنجليزية)